# Vlkovice (Karlovy Vary)
Vlkovice é uma comuna checa localizada na região de Karlovy Vary, distrito de Cheb‎.